# 中国科学院新疆理化技术研究所
43°52′01″N 87°33′59″E / 43.86701°N 87.56650°E
中国科学院新疆理化技术研究所，简称新疆理化所，是中国科学院下属研究机构，位于新疆乌鲁木齐市，由原中国科学院新疆物理研究所和中国科学院新疆化学研究所整合成立。

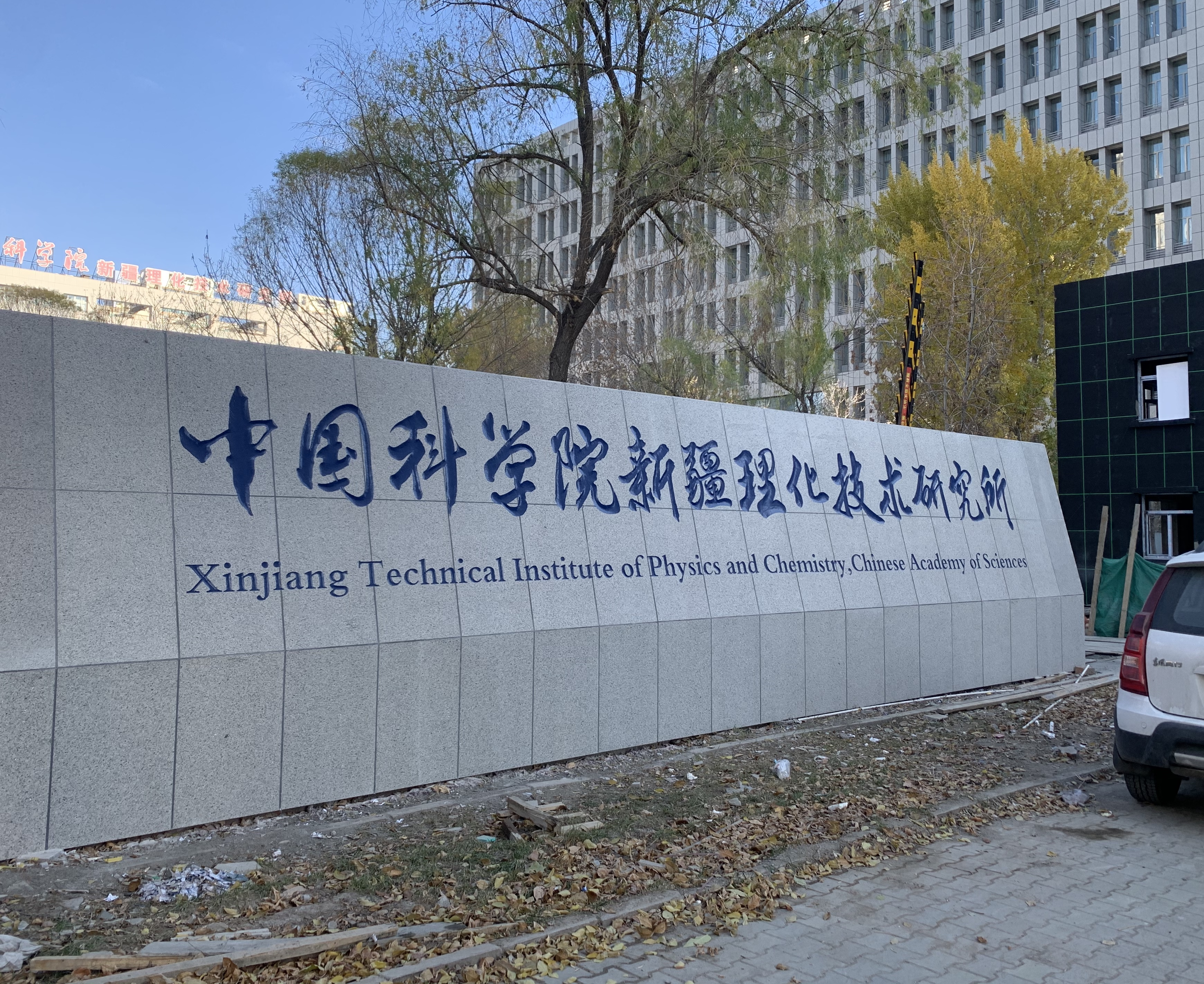
中国科学院新疆理化技术研究所

## 历史
原中国科学院新疆物理研究所、中国科学院新疆化学研究所前身是原中国科学院新疆分院筹委会物理、化学研究室，1961年11月1日正式成立“中国科学院新疆分院物理研究所”、“中国科学院新疆分院化学研究所”。1970年，两所下放自治区科技厅管理，改为“新疆维吾尔自治区物理和化学研究所”。1978年，中国科学院新疆分院恢复，两所回归中国科学院，定名为“中国科学院新疆物理研究所”和“中国科学院新疆化学研究所”。 2002年3月28日，在中国科学院新疆物理研究所和中国科学院新疆化学研究所基础上整合成立“中国科学院新疆理化技术研究所”。

## 研究机构
- 中国科学院干旱区植物资源化学重点实验室
- 中国科学院特殊环境功能材料与器件重点实验室
- 民族药关键技术及工艺国家地方联合工程研究中心
- 新疆特有药用资源利用国家重点实验室培育基地
- 新疆植物资源化学重点实验室
- 新疆电子信息材料与器件重点实验室
- 民族语音语言信息处理实验室
- 新疆精细化工工程技术中心
- 中亚地区可食植物功能成分联合实验室
- 火灾科学与消防工程合作实验室

## 历任所长

### 新疆物理所（1961年－2002年）
- 陈华（1961年11月－1964年）
- 沈兰荪（1984年－1985年）（常务副所长）
- 陈一询（1987年6月－1990年10月）
- 周俊林（1991年－1999年）
- 任迪远（1999年－2002年3月）[3]

### 新疆化学所（1961年－2002年）
- 陈善明（1961年11月－1979年7）（常务副所长）
- 彭加木（1978年－1980年）（副所长）
- 伯塔依·库平（1979年3月－1984年3月）
- 陈文海（1987年11月－1992年6月）
- 李维琪（1992年8月－2000年1月）[3]

### 新疆理化所（2002年3月－今）
- 任迪远（2002年3月－2010年5月）
- 李晓（2010年5月－2017年10月）[3]
- 蒋同海（2017年10月－今）[4]